# Cikaso-Wasserfälle

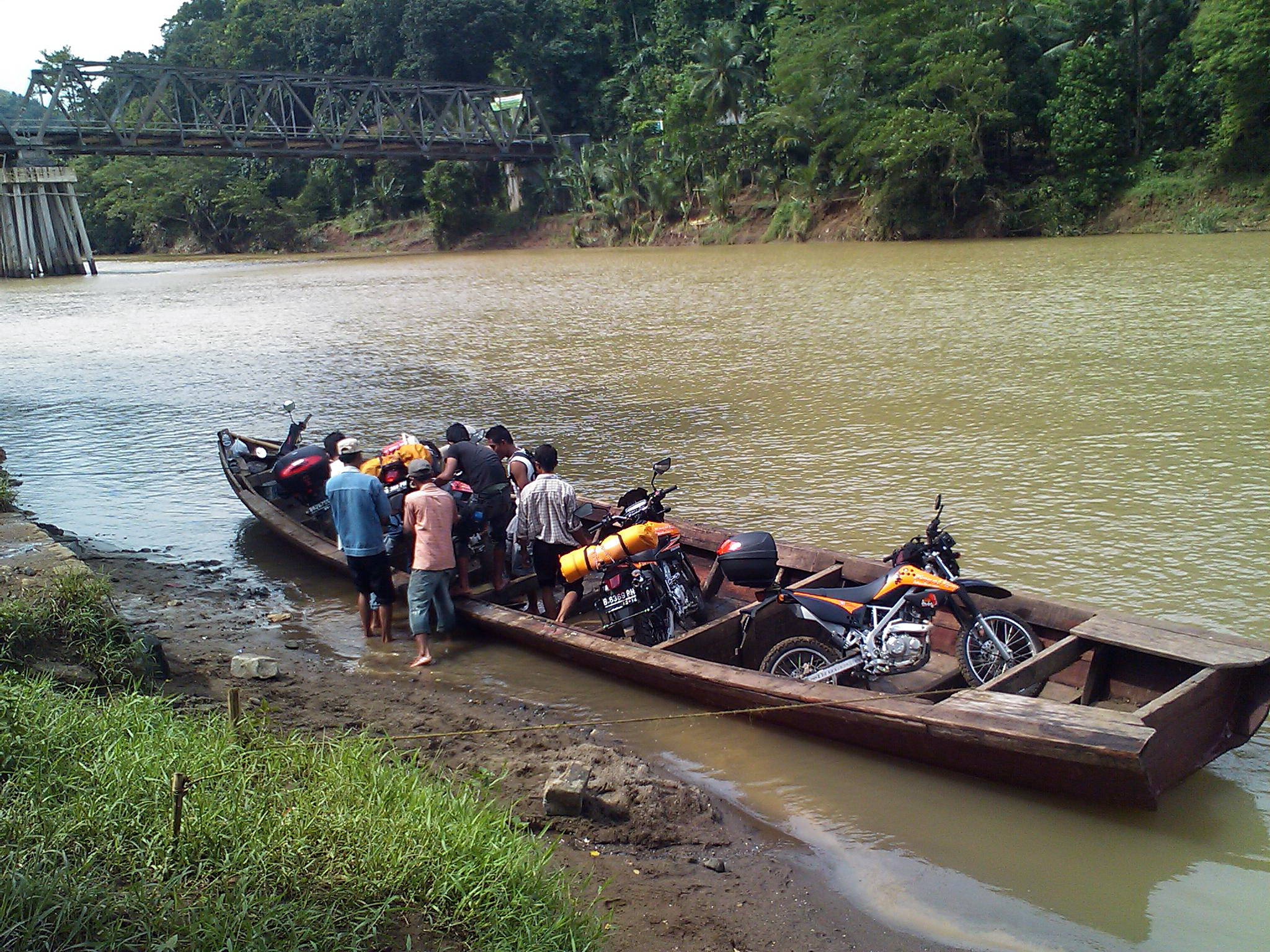
Der Cikaso-Fluss unterhalb des gleichnamigen Wasserfalls

Die Cikaso-Wasserfälle liegen in der Provinz Jawa Barat (Westjava) auf der indonesischen Insel Java. 
Die Fälle sind Bestandteil des gleichnamigen Flusses (auch Kaso-Fluss) und liegen zwischen Jampang Kulon und der Küstenstadt Surade. Der Fluss windet sich von Nord- nach Süd-Sukabumi und mündet in den Indischen Ozean. Die Wasserfälle liegen inmitten eines Touristengebiets.
Die Cikaso-Wasserfälle ergießen sich über eine Breite von etwa 30 Metern sowie einen Höhenunterschied von ungefähr 80 Metern. Eine öffentliche Straße führt nicht zu den Fällen. Sie können gleichwohl zu Fuß oder mit dem Boot erreicht werden.